# 欲火蝴蝶
《欲火蝴蝶》，為泰國GMM 25與Viu於2021年2月22日起播出的情節電視劇，由Fah、Joss及Nat主演。
此劇由GMMTV製作，在2020年12月GMMTV的「The New Decade Begins」活動上公開先導預告片。其後，此劇於2021年2月在GMM 25電視台及Viu首播，同年5月終映。

## 劇情簡介
女主角Nabi（即韓文「蝴蝶」的意思）是迪拜俱樂部的漂亮經理。她的姐姐Sirin在那裡失蹤，她因而前往Pichetchai開設的迪拜俱樂部工作，以尋找姐姐的下落。她很尊重俱樂部東主Pichetchai，認為他是自己的恩人。
Pichetchai雖然已與Waree結婚，並育有一個兒子Kawin，但Waree認為他對Sirin非常著迷。Waree因而漸漸想到Sirin可能是Pichetchai的情婦，因而開始變成偏執的女人，直到有一天Waree突然去世，Sirin亦在這時消失得無影無踪。
Kawin在高三畢業後被Waree逼迫必須立即出國留學，在他去留學之前他希望Nabi能成為他的女朋友，但是Nabi拒絕了他。他出國後母親死亡，過幾年後他回國想找出他的媽媽是否因意外死亡。
當Kawin回來時，要求Pichetchai讓他到俱樂部工作，他成為Nabi的助手，他早已搬到Nabi家對面。Kawin誤會她的的朋友Pongpop是她男朋友，其實Pongpop喜歡的是Nabi的獸醫好友。
Kawin試圖調查媽媽的去世當晚的事件，但是所有證據都指向兇手是Sirin。Kawin的阿姨Weeranat計劃了一切，並讓姊夫Picheshai特別信任她。Nabi下定決心復仇，搶走Weeranat的一切。當Pichetchai被Weeranat害成植物人時，Nabi假裝自己懷了Pichetchai的孩子，當Kawin的繼母來調查Sirin的案件真相。

## 演員陣容
註：括號內的演員姓名為小名。

### 主要人物
- 永瓦蕾·安尼柏爾（Fah）飾演 Nabi（Bi）

Sirin的妹妹，在姐姐失蹤後前往迪拜俱樂部工作，並下定決心向導致姐姐失蹤的人復仇。
- 韋阿·森恩（Joss）飾演 Kawin（Win）

Pichetchai和Waree的兒子，在中學時期喜歡Nabi。
- 娜德·米利亞（Nat）飾演 Weeranat（Wee）

Kawin的阿姨，代理孕母生下Kawin

### 其他人物
- 路克·普勞頓（Luke）飾演 Pongpop（Pong）

Nabi的朋友，也是她好友的前男友。
- 奥利弗·普帕特 飾演 Pichetchai（Pichet）

Kawin的爸爸，Waree的丈夫，迪拜俱樂部東主。
- 苏缇达·卡森桑·那·阿育他亚（Nook）飾演 Waree（Ree）

Kawin的媽媽，Pichetchai的妻子。
- 克里丝丽·素莎瓦（Krissie）飾演 Sirin（Rin）

Nabi的姐姐。
- 阿披南·普拉瑟瓦塔納坤（M）飾演 Chertchai（Chert）

- 普洛伊湘普·素帕莎（Jan）飾演 Saendee（Saen）

Nabi的好友，獸醫。
- 塔察宫·波露娅楠（Godji）飾演 Finnay

- 普洛姆皮亞·通普塔拉克（Papang）飾演 Prapai

- 郑壹飞（Foei）飾演 Ohm

- 帕查娜·塔布彤（Kapook）飾演 Chonda

- 婉碧雅·奥辛诺帕库（Gwang）飾演 Joojoo

- 妮帕婉·苔薇朋莎婉（Kai）飾演 Joongjai

## 劇集原聲帶
| 歌名        | 歌手                  | 來源  |
| ----------- | --------------------- | ----- |
| เศษ（Dust） | 蓋溫·卡斯奇           | [ 5 ] |
| เศษ（Dust） | 莎楠查娜·阿芘莎麥蒙空 | [ 6 ] |

## 劇集迴響

### 泰國電視收視
- 收視最低的集數以藍色表示，收視最高的集數以紅色表示，而空格則表示該集的收視沒有相關數據。

| 集數 No.   | 播放日期      | 播放時段 (UTC+07:00) | 平均收視率 | 來源   |
| ---------- | ------------- | -------------------- | ---------- | ------ |
| 1          | 2021年2月22日 | 星期一 20:30         | 0.239      | [ 7 ]  |
| 2          | 2021年2月23日 | 星期二 20:30         | 0.236      | [ 8 ]  |
| 3          | 2021年3月1日  | 星期一 20:30         | 0.213      | [ 9 ]  |
| 4          | 2021年3月2日  | 星期二 20:30         | 0.249      | [ 10 ] |
| 5          | 2021年3月8日  | 星期一 20:30         | 0.225      | [ 11 ] |
| 6          | 2021年3月9日  | 星期二 20:30         | 0.244      | [ 12 ] |
| 7          | 2021年3月15日 | 星期一 20:30         | 0.207      | [ 13 ] |
| 8          | 2021年3月16日 | 星期二 20:30         | 0.216      | [ 14 ] |
| 9          | 2021年3月22日 | 星期一 20:30         | 0.293      | [ 15 ] |
| 10         | 2021年3月23日 | 星期二 20:30         | 0.187      | [ 16 ] |
| 11         | 2021年3月29日 | 星期一 20:30         | 0.354      | [ 17 ] |
| 12         | 2021年3月30日 | 星期二 20:30         | 0.263      | [ 18 ] |
| 13         | 2021年4月5日  | 星期一 20:30         | 0.340      | [ 19 ] |
| 14         | 2021年4月6日  | 星期二 20:30         | 0.341      | [ 19 ] |
| 15         | 2021年4月19日 | 星期一 20:30         | 0.347      | [ 20 ] |
| 16         | 2021年4月20日 | 星期二 20:30         | 0.393      | [ 21 ] |
| 17         | 2021年4月26日 | 星期一 20:30         | 0.344      | [ 22 ] |
| 18         | 2021年4月27日 | 星期二 20:30         | 0.343      | [ 23 ] |
| 19         | 2021年5月3日  | 星期一 20:30         | 0.474      | [ 24 ] |
| 20         | 2021年5月4日  | 星期二 20:30         | 0.514      | [ 24 ] |
| 21         | 2021年5月10日 | 星期一 20:30         | 0.397      | [ 25 ] |
| 22         | 2021年5月11日 | 星期二 20:30         | 0.522      | [ 26 ] |
| 平均收視率 | 平均收視率    | 平均收視率           | 0.316      | 1      |

^1  基於每集的平均觀眾份額。

## 外部連結
- GMMTV 官方網站（泰文）
- YouTube上的《火蝴蝶》播放列表
- MyDramaList 劇集介紹及劇評 （页面存档备份，存于）（英文）
- 豆瓣电影上《欲火蝴蝶》的資料 （简体中文）